# アンドレア・デミロヴィッチ
アンドレア・デミロヴィッチ（セルビア語: Андреа Демировић / Andrea Demirović、1985年6月17日 - ）は、モンテネグロの歌手。ステージ名はアンドレア。ツェティニェ音楽アカデミーの学生。
アンドレア・デミロヴィッチのデビューは2002年のスンチャネ・スカレ (Sunčane Skale) 音楽祭であった。これ以降、ユーロビジョン・ソング・コンテストのセルビア・モンテネグロ代表を選ぶ国内選考であるエウロピイェスマを含む複数のフェスティバルに参加し、上位に入った。アンドレア・デミロヴィッチの最初のアルバム『Andrea』は2006年、シティ・レコーズから発売された。

## ユーロビジョン2009
2009年1月23日、ユーロビジョン・ソング・コンテスト2009のモンテネグロ代表としてアンドレア・デミロヴィッチが選ばれた。デミロヴィッチはロシアのモスクワで開かれる大会にモンテネグロ代表として参加し、「Just Get Out of My Life」を歌う。